# Monika Warstat
Monika Warstat (geborene Gribat; * 3. Januar 1942 in Berlin) ist eine deutsche Segelfliegerin. Sie wurde 1979 erste Europameisterin und war Mitglied der Segelflugkommission und des Präsidium des Aeroklubs der Deutschen Demokratischen Republik.

## Leben
Warstat wurde in Berlin geboren und 1944 nach Tornow bei Hoyerswerda evakuiert. Ab 1951 lebte sie in Auerbach/Vogtl., wo sie am Institut für Lehrerbildung studierte. 1966 begann sie als Lehrerin in Löbau zu arbeiten. Ab 1989 unterrichtete sie das Fach Kunst an der 63. Dresdner Grundschule (Kruzianer-Klassen). Sie lebt in Ullersdorf.

## Sport
Warstat begann 1958 in Auerbach/Vogtl. mit dem Segelfliegen, zu dem sie durch die Gesellschaft für Sport und Technik (GST) gekommen war. Im folgenden Jahr absolvierte sie die B-Prüfung im Grunau Baby IIb und 1962 die Silber-C. Fünf Jahre später wurde sie als erste Frau in die DDR-Nationalmannschaft berufen. In Gera wurde sie 1968 beim DDR-offenen Wettkampf Dritte. Im selben Jahr siegte sie bei den Polnischen Frauenmeisterschaften in Lisie Kąty und 1970 beim Frauenwettbewerb in Neustadt-Glewe.
Nachdem Warstat 1975 und 1977 bei den Meisterschaften der sozialistischen Staaten eine Gold- und eine Silbermedaille errang, gewann sie 1979 die erste FAI-Europameisterschaft der Frauen. Bei neun Wettbewerbsflügen im ungarischen Dunaújváros gelang ihr kein einziger Tagessieg. In der Endabrechnung erhielt sie jedoch 7629 Punkte und hatte einen hauchdünnen Sechs-Punkte-Vorsprung vor Eda Laan aus der Sowjetunion. Dritte wurde Jindra Paluskova aus der Tschechoslowakei mit 7553 Punkten. Warstat und Laan flogen beide den Jantar Standard. An den folgenden Europameisterschaften konnte Warstat nur dank Eingaben und ausländischer Unterstützung teilnehmen. In Chérence und Saint-Hubert kam sie 1981 und 1983 auf den vierten und neunten Platz.
Mit einem Zielrückkehrflug über 513 Kilometer erfüllte Warstat im August 1982 die Bedingungen für das Goldene Segelflugabzeichen mit drei Diamanten und erflog gleichzeitig zwei DDR-Rekorde. Ein DDR-Frauenrekord gelang ihr 1984 bei den Polnischen Meisterschaften in Leszno. Sie flog ein 501-Kilometer-Dreieck mit einer Geschwindigkeit von 88 km/h. Bei einer Neuauflage der DDR-Meisterschaften gewannen Irmgard Morgner und Warstat die Mannschaftswertung. Im Wettbewerb gegen die Männer wurde Morgner Zweite und Warstat Dritte in der Einzelwertung.
Da aus ökonomischen Gründen keine Möglichkeit bestand an den Segelflug-Europameisterschaften 1987 und 1989 in den sozialistischen Bruderländern teilzunehmen, schied Warstat 1988 auf eigenen Wunsch aus der DDR-Nationalmannschaft aus.
Auch danach blieb sie dem Segelflug verbunden als Fluglehrerin beim Aeroclub Pirna und aktives Mitglied des Vereins Aeroteam Klix Segelflugclub in Großdubrau.

## Filmographie
- Von Wolke zu Wolke – Frauen am Segelflughimmel. Der Osten – Entdecke wo du lebst, Folge 96 (30 Min.), MDR.